# Єфремкинська сільська рада (Кармаскалинський район)
Єфре́мкинська сільська рада (рос. Ефремкинский сельский совет) — муніципальне утворення у складі Кармаскалинського району Башкортостану, Росія. Адміністративний центр — село Єфремкино.

## Населення
Населення — 1988 осіб (2019, 2287 в 2010, 2478 в 2002).

## Склад
До складу поселення входять такі населені пункти:
| Населений пункт       | Населення, осіб (2002) | Населення, осіб (2010) |
| --------------------- | ---------------------- | ---------------------- |
| Алайгірово, присілок  | 611                    | 468                    |
| Антоновка, присілок   | 222                    | 238                    |
| Бочкарьовка, присілок | 22                     | 31                     |
| Георгієвка, присілок  | 44                     | 27                     |
| Дмитрієвка, присілок  | 193                    | 205                    |
| Єфремкино, село       | 896                    | 889                    |
| Куллярово, присілок   | 195                    | 148                    |
| Матросовка, присілок  | 154                    | 168                    |
| Мурсяково, присілок   | 99                     | 77                     |
| Нікіфоровка, присілок | 17                     | 17                     |
| Новоказанка, присілок | 25                     | 19                     |